# Vidua raricola
La viuda de Jambandú (Vidua raricola) en un ave del género Vidua perteneciente a la familia Viduidae. Viven en África, concretamente en Benín, Burkina Faso, Camerún, República Centroafricana, Ghana, Guinea, Costa de Marfil, Liberia, Nigeria, Sierra Leona, Sudán del Sur y Togo. Sus hábitats son los matorrales y las sabanas.